# Dinko Puc
Dinko (Dominik) Puc, slovenski pravnik in politik, * 6. avgust 1879, Ljubljana, † 23. februar 1945, Dachau (Nemčija).
Dinko (Dominik) Puc (tudi Putz) je pravo študiral na Dunaju in v Gradcu. Po ustanovitvi Jugoslavije je postal ened izmed dveh podpredsednikov Jugoslovanske matice. Leta 1928 ga je kralj potrdil za ljubljanskega župana. V Ljubljani je leta 1929 dal postaviti spomenik Ilirskim provincam na današnjem Trgu francoske revolucije. To funkcijo je opravljal do 8. februarja 1935, ko je postal ban Dravske banovine. Na položaju bana je ostal do 10. septembra 1935, ko ga je na tem položaju zamenjal Marko Natlačen. Med nemško opkupacijo je začel sodelovati z OF, a so ga zaradi izdaje aretirali in je umrl v nemškem koncentracijskem taborišču, tri mesece pred koncem 2. svetovne vojne. Leta 1935 (po končanem županovanju) je bil imenovan za častnega meščana Ljubljane.  
Poročen je bil z Olgo Draščik Puc (1886-1970), ki je bila predsednica Kluba primorskih dam v Ljubljani.  
Njegov sin Boris Puc je bil nekaj časa poročen z Miro Kramer, ki se je kasneje poročila s Francetom Miheličem - danes bolj znana kot Mira Mihelič.  